# 艾里斯·范·荷本

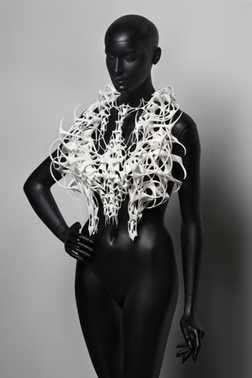
艾里斯·范·荷本的3D打印领口，2011年

艾里斯·范·荷本（Iris van Herpen，1984年6月5日—）是一位荷兰时尚设计师，以将技术与传统高级定制服装工艺融合而闻名。 2007年，范·荷本创立了自己的品牌“艾里斯·范·荷本”。2011年，这位荷兰设计师成为巴黎高级时装联合会的客座成员。 此后，范·荷本一直在巴黎时装周上展示她的新系列。 范·荷本的作品已被收入纽约大都会艺术博物馆和库珀休伊特博物馆（Cooper-Hewitt Museum），伦敦维多利亚和阿尔伯特博物馆以及巴黎东京宫。 
2006年，艾里斯·范·荷本毕业于阿纳姆的阿特兹艺术大学（荷兰语：ArtEZ hogeschool voor de kunsten），在2007年推出自己的品牌之前，曾在伦敦的亚历山大·麦昆公司 和阿姆斯特丹的克劳迪·琼斯特拉（Claudy Jongstra）实习。。在2007年阿姆斯特丹时装周上，这位荷兰设计师展示了她的第一个时装系列“化学乌鸦”（Chemical Crows）。
范·荷本是最早采用3D打印作为服装技术的设计师之一。
自2009年以来，流行歌星Lady Gaga多次穿戴艾里斯·范·荷本的设计。2012年，Lady Gaga在推出香水时穿了一件定制的闪亮黑色连衣裙。香水瓶的形状是这件连衣裙的灵感来源，范·荷本使用了激光切割的黑色亚克力条， 还使用了硅酮、铁屑和树脂。